# Raul Rusescu
Raul Andrei Rusescu Rustentoski (* 9. července 1988, Râmnicu Vâlcea, Rumunsko) je rumunský fotbalový útočník a reprezentant, od roku 2015 hráč tureckého klubu Osmanlıspor.
V roce 2012 zvítězil v anketě Fotbalista roku Rumunska.

## Klubová kariéra
Rusescu hrál v Rumunsku profesionálně za kluby FC Unirea Urziceni (s nímž získal v sezóně 2008/09 ligový titul), FC Dunărea Giurgiu (hostování) a CS Otopeni (opět hostování) a FC Steaua București.
V červnu 2011 přestoupil do popředního rumunského klubu z hlavního města FC Steaua București. V sezóně 2012/13 vyhrál s klubem ligový titul. 7. března 2013 vstřelil z pokutového kopu vítězný gól v utkání osmifinále Evropské ligy UEFA proti anglické Chelsea FC (výhra 1:0). V odvetě v Anglii však Chelsea vyhrála 3:1 a Steaua byla ze soutěže vyřazena.
V červnu 2013 přestoupil do španělského klubu Sevilla FC, kde podepsal smlouvu na pět let. S klubem si zahrál ve své první sezóně ve skupinové fázi Evropské ligy 2013/14 (kde se tým střetl s českým Slovanem Liberec, německým Freiburgem a portugalským Estorilem). Skóroval v posledním utkání skupiny 12. prosince 2013 proti Freiburgu, kde ve čtvrté minutě nastavení zvyšoval na 2:0. Tímto výsledkem utkání skončilo, Sevilla obsadila s 12 body 1. místo ve skupině. Sevilla Evropskou ligu nakonec vyhrála, vítězem se stal tedy i Rusescu, ačkoli od konce roku 2013 již hostoval v portugalské Braze.
Na konci léta 2014 odešel hostovat do Rumunska do FC Steaua București. 18. září 2014 v prvním utkání základní skupiny I Evropské ligy 2014/15 proti dánskému týmu Aalborg BK vstřelil při výhře 6:0 druhý gól.

## Reprezentační kariéra
V rumunském reprezentačním A-mužstvu debutoval 11. září 2012 pod trenérem Victorem Pițurcou v kvalifikačním zápase proti Andoře, kde se dostal na hřiště v 54. minutě. Rumunsko zvítězilo na bukurešťském národním stadionu Arena Națională 4:0. Atmosféru dalšího reprezentačního utkání okusil poté v roce 2013.